# Jörg Drehmel
Jörg Drehmel, né le 3 mai 1945 à Trantow, est un athlète allemand spécialiste du triple saut. 

## Carrière
Ancien lanceur de javelot reconverti dans le triple saut, Jörg Drehmel dispute ses premières compétitions internationales vers la fin des années 1960 sous les couleurs de la République démocratique allemande. Il se distingue lors de la Coupe d'Europe des nations d'athlétisme 1970 en devenant le premier athlète allemand à dépasser la limite des 17 mètres. Sélectionné pour les Championnats d'Europe de 1971, Jörg Drehmel remporte le concours avec 17,16 m, devançant de six centimètres le Soviétique Viktor Saneïev, tenant du titre et champion olympique en titre de la discipline.
Licencié à l'ASK Vorwärts de Potsdam, Jörg Drehmel remporte la médaille d'argent des Jeux olympiques de 1972 en réalisant la meilleure marque de sa carrière avec 17,31 m. Il est devancé de quatre centimètres par Viktor Saneïev.

## Palmarès
| Date | Compétition                    | Lieu     | Résultat | Performance |
| ---- | ------------------------------ | -------- | -------- | ----------- |
| 1969 | Championnats d'Europe          | Athènes  | 6e       | 16,23 m     |
| 1970 | Championnats d'Europe en salle | Vienne   | 2e       | 16,74 m     |
| 1971 | Championnats d'Europe          | Helsinki | 1er      | 17,16 m     |
| 1972 | Jeux olympiques                | Munich   | 2e       | 17,31 m     |
| 1974 | Championnats d'Europe          | Rome     | 4e       | 16,54 m     |